# Dschābir ibn Zaid
Abū sch-Schaʿthā Dschābir ibn Zaid al-Azdī (arabisch ابو الشعثاء جابر بن زيد الازدي, DMG Abū š-Šaʿṯā Ǧābir ibn Zaid al-Azdī, * zwischen 639 und 642 in Firq bei Nizwa; † zwischen 711 und 723 in Basra) war ein islamischer Traditionarier und Mufti, der als Begründer der ibaditischen Rechtsschule gilt. Die heutigen Ibaditen betrachten ihn als ihren ersten Imam.

## Leben
Dschābir, der auf einem Auge blind war, gehörte den Yahmad, einer Stammesgruppe der Azd ʿUmān, an und kam im Zuge der islamischen Eroberungen als Kämpfer nach Basra, wo er sich während der Herrschaft von Uthman ibn Affan oder etwas später niederließ. Dort besuchte er die Lehrsitzungen des ʿAbdallāh ibn ʿAbbās, der sich sehr lobend über ihn geäußert haben soll. Nach dessen Weggang wurde er zur wichtigsten Fiqh-Autorität von Basra neben al-Hasan al-Basrī. Wenn al-Hasan sich am Ghazw beteiligte, soll er dessen Position als Mufti eingenommen haben.
Nachdem 694 al-Haddschādsch ibn Yūsuf Statthalter des Irak geworden war, entwickelte Dschābir freundschaftliche Beziehungen zu dessen maulā und Sekretär Yazīd ibn Abī Muslim, der ein Charidschit gewesen sein soll. Yazīd führte ihn bei al-Haddschādsch ein, der ihm das Amt eines Qādī anbot, was Dschābir aber ablehnte. Ungeachtet dessen wurde Dschābir in die "Stammrolle der  Krieger" (dīwān al-muqātila) eingetragen, was regelmäßige Zahlungen des Staates in Höhe von 600 bis 700 Dirham mit sich brachte.
Nach einem Aufstand der Azd in Oman zu Anfang des 8. Jahrhunderts verschlechterte sich jedoch das Verhältnis al-Haddschādschs zu den Azd, und er stellte viele von ihren Angehörigen, darunter auch Dschābir ibn Zaid, unter strenge Bewachung. Besonders hart ging er gegen die Muhallabiden, die führende Familie der Azd ʿUmān, vor. Im Oktober 705 ließ er Yazīd ibn al-Muhallab zusammen mit seinen Brüdern ins Gefängnis werfen und in der Haft foltern. Dschābir ibn Zaid nutzte diese Gelegenheit, um eine große Anzahl der Azd davon zu überzeugen, sich seiner Gemeinschaft anzuschließen. Hierunter waren auch viele Muhallabiden wie ʿĀtika bint Muhallab, die Schwester Yazīds, die die Gemeinschaft mit großen Beträgen unterstützte.
Al-Haddschādsch ließ aufgrund dieser Umtriebe Dschābir ibn Zaid zuerst gefangensetzen und verbannte ihn dann nach Oman. Allerdings muss Dschābir irgendwann nach Basra zurückgekehrt sein, denn es heißt, dass er in Basra gestorben ist und auch dort begraben wurde. Einige Quellen überliefern, dass Dschābir in der gleichen Woche starb wie Anas ibn Mālik. Dessen genaues Todesdatum steht aber ebenso wenig fest. Dschābir ibn Zaid hatte mehrere Schüler, darunter Abū ʿUbaida Muslim ibn Abī Karīma, Abū Nūh Sālih ibn Ibrāhīm ad-Dahhān und Haiyān al-ʿAbdī.

## Werke
Dschābir wird die Abfassung eines Dīwān zugeschrieben, der wahrscheinlich eine Sammlung seiner Fatwas darstellte. Zwei Bücher seiner Fatwas, eines davon über die Ehe, das andere über das Ritualgebet, haben sich in nordafrikanischen Handschriften erhalten. Das omanische Kultusministerium hat 1984 eine Sammlung seiner Fatwas unter dem Titel Min ǧawābāt al-imām Ǧābir Ibn-Zayd („Aus den Antworten Dschābir ibn Zaids“) herausgegeben. Daneben liegen in nordafrikanischen und omanischen Bibliotheken mehrere Handschriften von Briefen Dschābirs, die allerdings noch nicht veröffentlicht sind.

## Beziehung zu den Ibaditen
Dschābirs Zugehörigkeit zu den Ibaditen war nie unumstritten. In nicht-ibaditischen Quellen wie dem „Großen Klassenbuch“ von Muhammad ibn Saʿd wird überliefert, dass die Ibaditen Dschābir zwar für sich vereinnahmten, er eine Beziehung zu ihnen jedoch stets von sich gewiesen habe. Ibāditische Quellen erklärten diese Verhaltensweise als eine religiös gebotene "Geheimhaltung" (kitmān). Einige moderne Forscher nehmen an, dass sich zur Zeit von Dschābir die Ibaditen als eigene Gruppe noch gar nicht formiert hatten, er aber für die späteren Ibaditen als Lehrautorität so wichtig war, dass sie ihn als einen der ihren betrachteten.

## Belege
1. ↑  Vgl. Ibn Saʿd 131 und Crone/Zimmermann 302.
2. ↑  Vgl. Wilkinson 185.
3. ↑  Bakkūš: Fiqh al-imām Ǧābir Ibn-Zaid. 1986, S. 32f.
4. ↑  Bakkūš: Fiqh al-imām Ǧābir Ibn-Zaid. 1986, S. 11.
5. ↑  Bakkūš: Fiqh al-imām Ǧābir Ibn-Zaid. 1986, S. 17.
6. ↑  Vgl. Crone/Zimmermann 302f.
7. ↑  Vgl. Crone/Zimmermann 302 und Ibn Saʿd 131.
8. ↑  Vgl. Wilkinson 186.
9. ↑  Vgl. Wilkinson: Ibāḍism. 2010, S. 199–202.

| Personendaten    | Personendaten                              |
| ---------------- | ------------------------------------------ |
| NAME             | Dschābir ibn Zaid                          |
| ALTERNATIVNAMEN  | Abū sch-Schaʿthā Dschābir ibn Zaid al-Azdī |
| KURZBESCHREIBUNG | islamischer Traditionarier und Mufti       |
| GEBURTSDATUM     | zwischen 639 und 642                       |
| GEBURTSORT       | Firq bei Nizwa                             |
| STERBEDATUM      | zwischen 711 und 723                       |
| STERBEORT        | Basra                                      |